# Nova (band)
Nova was een Nederlandse elektronische muziekband (met synthesizer), die in 1982 een nummer 1-hit had met het nummer Aurora. Ruud van Es en Peter Kommers zijn te horen op de single Annabel van Hans de Booij.

## Geschiedenis
De groep bestond uit Rob Papen, Ruud van Es en Peter Kommers. Nova had in 1982 een hit met Aurora. Later dat jaar had de groep nog een hit met Sol waar Nova ook een single van maakte samen met Ariane. Na het succes van Nova is de groep alleen verdergegaan onder de naam Peru. Nova was de "commerciële" tak van Peru. Onder deze naam had de groep in 1988 een bescheiden hit met het nummer "Africa". Rob Papen en Ruud van Es zijn thans nog steeds actief in het produceren van muziek, echter niet meer onder de naam Nova of Peru.
Het nummer Aurora is van oorsprong een thema uit het nummer Sons of Dawn van Peru. Dit nummer is ontdekt door Willem van Kooten, destijds directeur van de platenmaatschappij Red Bullet en mede dankzij producer Chris Pilgram uitgegroeid tot een nummer 1-hitnotering in Nederland en was daarbij meteen de definitieve doorbraak van zowel Nova als Peru.

## Discografie

### Albums
| Album met eventuele hitnotering(en) in de Nederlandse Album Top 100 | Datum van verschijnen | Datum van binnenkomst | Hoogste positie | Aantal weken | Opmerkingen     |
| ------------------------------------------------------------------- | --------------------- | --------------------- | --------------- | ------------ | --------------- |
| Terranova                                                           | 1982                  | 24-07-1982            | 7               | 10           |                 |
| Quo Vadis                                                           | 1983                  | -                     |                 |              |                 |
| The World Of Synthesizers                                           | 1989                  | 16-09-1989            | 35              | 8            |                 |
| Nova Best Of                                                        | 1991                  | -                     |                 |              | Compilatiealbum |

### Singles
| Single met eventuele hitnotering(en) in de Nederlandse Top 40 | Datum van verschijnen | Datum van binnenkomst | Hoogste positie | Aantal weken | Opmerkingen                 |
| ------------------------------------------------------------- | --------------------- | --------------------- | --------------- | ------------ | --------------------------- |
| Aurora / Reel                                                 | 1981                  | 20-03-1982            | 1               | 10           | Nr. 1 in de Single Top 100  |
| Sol / Ariane (The Traveler)                                   | 1982                  | 03-07-1982            | 20              | 7            | Nr. 10 in de Single Top 100 |
| Reel / Ariane (The Traveler)                                  | 1982                  | -                     |                 |              |                             |
| La Luna / Terra                                               | 1982                  | -                     |                 |              |                             |
| Nova / Santandrea - Real (Reel) / Niente                      | 1983                  | -                     |                 |              |                             |
| Cygnus / Jig                                                  | 1983                  | -                     |                 |              |                             |
| Quo vadis / Crystal                                           | 1983                  | -                     |                 |              |                             |
| Terra / Cygnus                                                | 1983                  | -                     |                 |              |                             |
| Aurora / Who pays the ferryman / La Colegiale                 | 1988                  | -                     |                 |              |                             |
| Aurora / Who Pays The Ferryman                                | 1989                  | -                     |                 |              |                             |

| Single met hitnotering(en) in de Vlaamse Ultratop 50 | Datum van verschijnen | Datum van binnenkomst | Hoogste positie | Aantal weken | Opmerkingen |
| ---------------------------------------------------- | --------------------- | --------------------- | --------------- | ------------ | ----------- |
| Aurora / Reel                                        | 1981                  | 03-04-1982            | 1               | 10           |             |
| Sol / Ariane (The Traveler)                          | 1982                  | 17-07-1982            | 11              | 8            |             |

### NPO Radio 2 Top 2000
Van Nova stond alleen Aurora in 2000 in de NPO Radio 2 Top 2000, op plek 1815.